# Niedernhausen
Niedernhausen est une commune de Hesse (Allemagne), située dans l'arrondissement de Rheingau-Taunus, dans le district de Darmstadt.

## Une histoire ancienne
Des traces du limes romain ont été retrouvées à proximité de la ville, mais les premières traces écrites évoquant la ville remontent au Moyen Âge. La ville est les influences successives des maisons de Nassau et d'Eppstein et du proche archevêché de Mayence.
En 1680, l'archevêché de Mayence et électeur Anselm Franz von Ingelheim a remplacé la chapelle d'Oberjosbach par une église de style Renaissance. En 1728, l'archevêque Lothar Franz von Schönborn reétablisse à nouveau la paroisse Oberjosbach.

## Jumelages
| Ville | Ville       | Pays | Pays      |
| ----- | ----------- | ---- | --------- |
|       | Ilfeld (en) |      | Allemagne |
|       | Wilrijk     |      | Belgique  |